# 한국국제기계박람회
한국국제기계박람회(KIMEX)는 대한민국 창원에서 개최하는 국제기계박람회이다. 지식집약형 기계산업을 육성하고 발전하는 것을 목적으로 하며, 참가업체의 기술·정보 교환 및 마케팅 기회를 제공한다.

## 성과
2010년 대한민국을 비롯해 미국ㆍ일본ㆍ독일 등 전 세계 14개국 180여개 업체가 참가해 최첨단 기계류 7,400여점을 선보였으며 총 3만2,000여명의 관람객이 다녀갔다.

## 같이 보기
- 한국기계산업진흥회